# Brachista
Brachista is een geslacht van vliesvleugeligen uit de familie van de Trichogrammatidae. De wetenschappelijke naam van dit geslacht is voor het eerst geldig gepubliceerd in 1851 door Walker.

## Soorten
Het geslacht Brachista omvat de volgende soorten:
- Brachista efferiae Pinto, 1994
- Brachista fidiae (Ashmead, 1895)
- Brachista fisheri Pinto, 1994